# Udeterus crenatocerus
Udeterus crenatocerus là một loài bọ cánh cứng trong họ Cerambycidae.